# Алиса и Луис
„Алиса и Луис“ (на италиански: Alice & Lewis) е френско-италиански сериал, компютърна анимация. Премиерата на сериала в Италия е на 15 септември 2021 г.

## В България
В България сериалът е излъчен по „Бумеранг“ през 2021 г.
От 2022 г. е добавен в платформата „Ейч Би О Макс“.
Нахсинхронен дублаж
| Роля             | Изпълнител          |
| ---------------- | ------------------- |
| Алиса            | Христина Ибришимова |
| Луис             | Явор Караиванов     |
| Кралицата        | Елена Бойчева       |
| Туидъл Дий       | Ива Стоянова        |
| Тудиъл Дъм       | Симеон Дамянов      |
| Майката на Алиса | Мариета Петрова     |

| Обработка           | студио „Про Филмс“ |
| ------------------- | ------------------ |
| Режисьор на дублажа | Евгения Ангелова   |
| Преводач            | Дара Цветкова      |